# جيمس شي
جيمس شي (بالإنجليزية: James Shea)‏ (16 يونيو 1991 في المملكة المتحدة - ) هو لاعب كرة قدم بريطاني في مركز حراسة المرمى. لعب مع نادي أرسنال ونادي ساوثهامبتون وإيه أف سي ويمبلدون وداغنهام وريدبريدج وHarrow Borough F.C. ‏ وNeedham Market F.C. ‏.

## وصلات خارجية
- جيمس شي على موقع قاعدة بيانات كرة القدم.إي يو (الإنجليزية)
- جيمس شي على موقع Soccerbase.com (لاعب) (الإنجليزية)
- جيمس شي على موقع Soccerway.com (الإنجليزية)
- جيمس شي على موقع عالم كرة القدم.نت (الإنجليزية)
- جيمس شي على موقع AS.com (الإسبانية)